# Конторська вулиця (Труханів острів)
Конто́рська ву́лиця — зникла вулиця міста Києва, що існувала в робітничому селищі на Трухановому острові. Пролягала від Остерської до Матвіївської вулиці.
Прилучалися Лубенська та Переяславська вулиці.

## Історія
Виникла під такою ж назвою 1907 року під час розпланування селища на Трухановому острові. Восени 1943 року при відступі з Києва німецькі окупанти спалили селище на острові, тоді ж припинила існування вся вулична мережа включно із Конторською вулицею.